# ゲームドゥ
ゲームドゥ有限会社（Gamedo,Inc.）は日本のゲーム開発会社。
ハドソンで『ゲッターラブ!!』『ハテナサテナ』などのプランナーであった中村心がフリーランスを経て設立。携帯アプリ用ゲームやレベルファイブの下請開発を行なっている。

## 主な開発ゲーム
- サルさるシリーズ（携帯アプリ、モブキャスト）
- コロロケの森（携帯アプリ、モブキャスト）
  - コロロケの森 ぽいっと（ニンテンドー3DSダウンロードソフト）
- UsaRiva -Rabbit's Reversi-（iPhone）
- Hine's SPEED（iPhone）
- キャバ嬢っぴ（ROID、レベルファイブ） - 2009年11月以降のリニューアル版[3]
  - ガールズRPG シンデレライフ（ニンテンドー3DS、レベルファイブ）[4]
- メガトン級ムサシ（レベルファイブ） - UI周りの開発